# Nikolaj Leskov
Nikolaj Semenovitj Leskov (ryska: Николай Семенович Лесков) född 16 februari 1831, död 5 mars 1895 i Sankt Petersburg, var en rysk författare.

## Biografi
Leskov debuterade som författare först i 30-årsåldern under pseudonymen Stebnitskij med mindre berättelser och uppsatser i tidningar och tidskrifter. Invecklad i en obehaglig polemik med radikalerna, begav sig Leskov till utlandet, där han 1865 fullbordade den stora romanen Ingen utväg (Nekuda). I denna gav han en inte helt sympatisk bild av tidens framstegsmän, dock med skarp blick för löjliga sidor hos vissa ledare. Den härskande litteraturkritiken ondgjorde sig över Leskovs osympatiska skildringar och han blev personligt misstänkliggjord. I en följande roman Kamp på kniven (1870-1871) gav han ett irriterat svar. Verket innehåller vissa starka partier men har inte ansetts som något av hans viktigare verk. Hans senare om större mognad vittnande verk fick inte av kritiken någon större gillande. Leskovs fantasirika och humoristiska berättelser blev dock mycket lästa. Leskov var i motivvalet banbrytande, ryskt hantverkarliv fann i honom sin förste exakte skildrare, och ingen hade tidigare med så förtrogen insikt beskrivit det högre och lägre prästerskapets liv som Leskov, särskilt i den stora romanen Kyrkans män (1872).
Först på 1920-talet kom Leskov i Ryssland och i Västeuropa att röna verklig uppskattning för sina verk. I svensk översättning utkom 1928 novellsamlingen Den förseglade ängeln och 1929 Den förtrollade vandringsmannen.
Han skrev romaner, historier, berättelser och sagor. Leskovs mest kända saga är Den vänsterhänte (ryska Левша, Levsja, 1881) och Katarina Ismajlova (1865), som är förlaga till operan Lady Macbeth från Mtsenskdistrikten av Dmitrij Sjostakovitj.

## Utmärkelser
Asteroiden 4741 Leskov är uppkallad efter honom.

## Svenska översättningar
- Den förseglade ängeln (Zapečatlennyj angel) (översättning E. Weer (dvs. Ellen Wester), Bonnier, 1928)
- Den förtrollade vandringsmannen (Očarovannyj strannik) (översättning E. Weer, Bonnier, 1929), som är förlaga till operan av Rodion Sjtjedrin.
- Soldatnoveller (översättning Constance Grönlund, Fritze, 1946)
- Katarina Ismajlova och Mästersmeden från Tula (Ledi Makbet Mcenskogo uezda och Levša) (översättning Margit Lindström, Tiden, 1947)
- Prästerskap (Soborjane) (översättning Hjalmar Dahl, Norstedt, 1949)
- Den gamla goda tiden, Vilddjuret (Starye gody v sele Plodomasove och Zverʹ) (översättning Eddy Gjötterberg och Carl Gustaf Martinsson, Tiden, 1952)
- En döende ätt: furstarna Protozanovs familjekrönika (Zachudalyj rod) (översättning Hjalmar Dahl, Forum, 1953)
- Den förseglade ängeln och andra berättelser (översättning Helga Backhoff Malmquist, Natur & Kultur, 1964)